# Macropsis idae
Macropsis idae är en insektsart som beskrevs av Alexander Fyodorovich Emeljanov 1964. Macropsis idae ingår i släktet Macropsis och familjen dvärgstritar. Inga underarter finns listade i Catalogue of Life.